# 6Х5

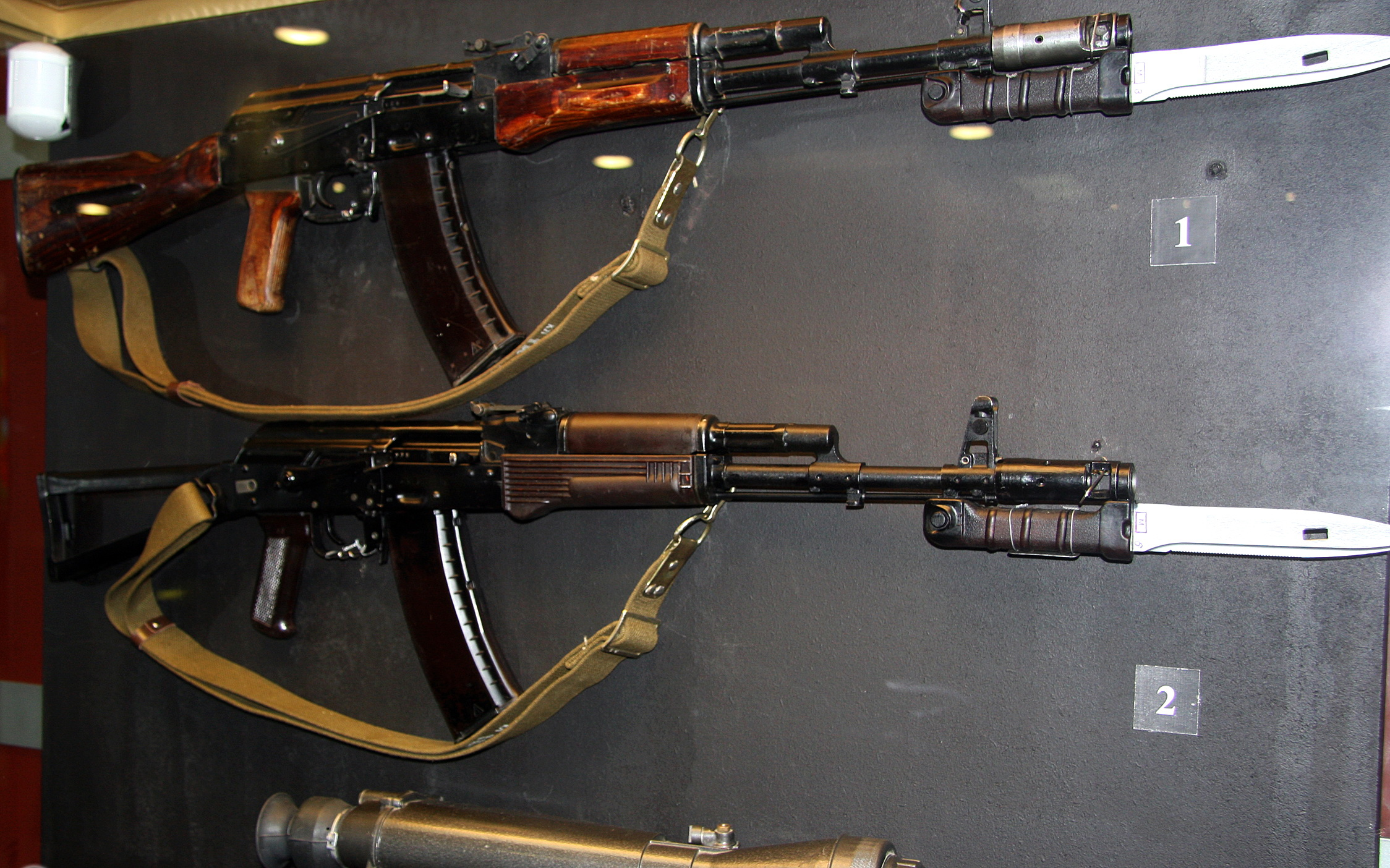
Штык-нож 6Х5 к автоматам АК74 (1-й модели) и АКС74

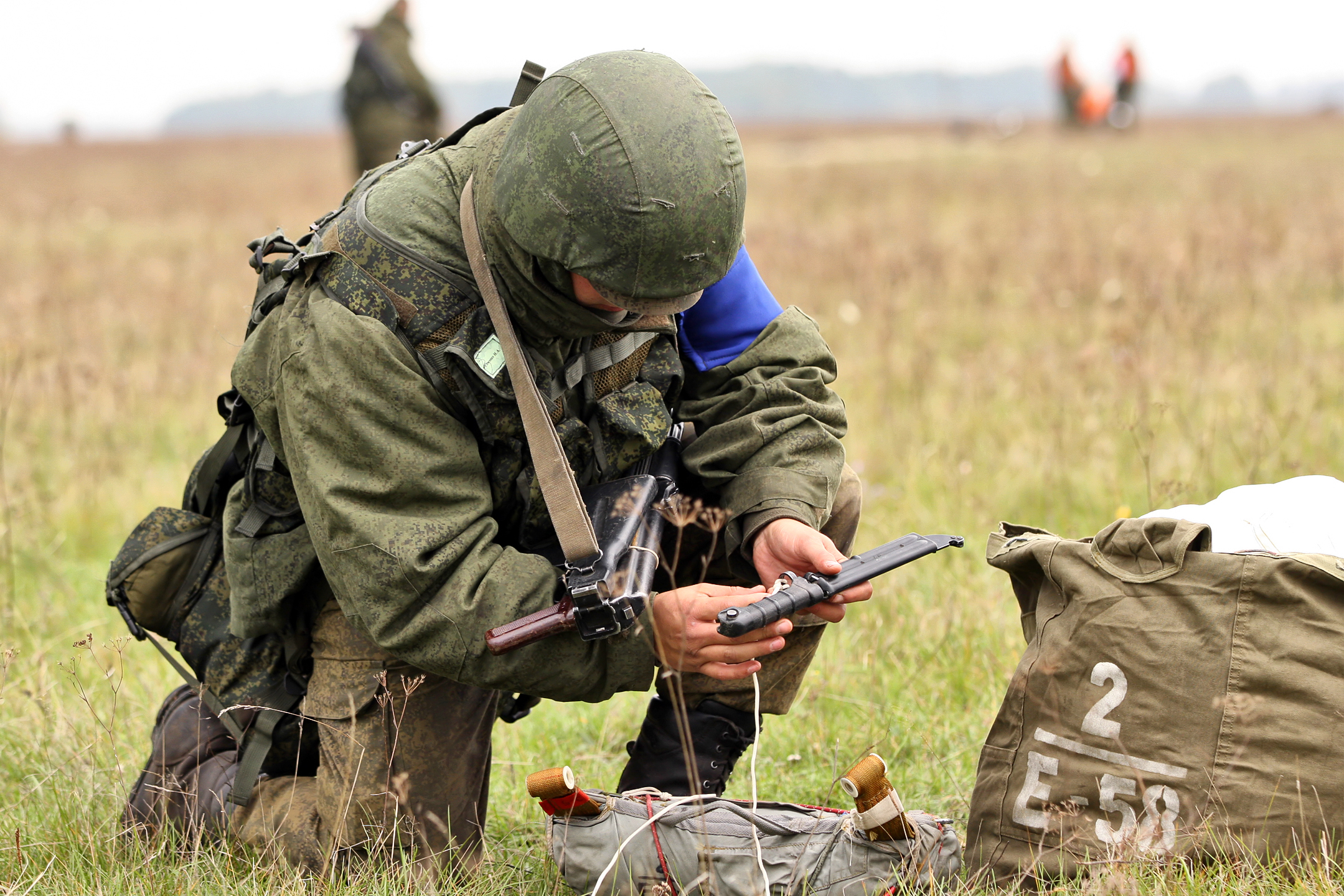
Штык-нож 6Х5 у десантника 106 гв. вдд, во время учений

Изделие 6Х5 — общевойсковой штык-нож, принятый на вооружение ВС СССР в 1989 году для использования с автоматами АК-74 и АН-94. Выпускали на Ижевском машиностроительном и Ижевском механическом заводах в двух видах внешнего исполнения: чёрном и сливовом. В виде копий производили в Болгарии.

## Конструкционные особенности
В целях удешевления массового производства конструкция клинковой части, по сравнению с предыдущей моделью 6Х4, подверглась существенной переработке. Клинок имеет одностороннее лезвие с насечкой на обухе, позволяющее перепиливать стальные прутья. В передней части клинка выполнено прямоугольное отверстие. Рукоять и ножны сделаны из стеклонаполненного полиамида ПА6С-211ДС. Крепление к оружию осуществляют посредством кольца на крестовине для надевания на автоматный ствол и Т-образного паза с подпружиненным фиксатором в голове рукояти ножа. Штык-нож примыкают лезвием вверх к специальному упору под стволом в нижней части газовой камеры автомата АК74; крепление к стволу автомата АН-94 из-за особенностей работы его автоматики выполнено справа от ствола, причём лезвие располагают горизонтально. Как утверждают разработчики, такая особенность способствует быстрому выниманию штыка из тела противника и предотвращает застревание лезвия между рёбер.
Ножны изготавливают из стали, почти по всей длине — закрыты полиамидом и снабжены овальным штифтом для совместного использования вместе с ножом при перекусывании проводов или колючей проволоки под напряжением.

## Тактико-технические параметры
Общая длина 290 мм
Длина клинка 160 мм
Ширина клинка 29 мм
Внутренний диаметр кольца 17,7 мм.